# Альфонс, Коджо
Коджо Кассе Альфонс (фр. Kódjo Kassé Alphonse; 28 мая 1993, Абиджан, Кот-д’Ивуар) — ивураийский футболист, полузащитник армянского клуба «Алашкерт».

## Карьера
Футбольную карьеру начал в 2012 году в составе клуба «Мирандела», затием играл за ряд других португальских клубов. В 2019 году подписал контракт с клубом «Арарат-Армения». В 2021 году перешёл в казахстанский клуб «Тараз». В феврале 2022 года в качестве свободного агента пополнил состав ереванского «Алашкерта».

## Достижения
«Арарат-Армения»
- Чемпион Армении (2): 2018/19, 2019/20

## Клубная статистика
| Игровая карьера | Игровая карьера | Игровая карьера | Ч-т | Ч-т | Кубок | Кубок | Межд. | Межд. | Др. | Др. |
| --------------- | --------------- | --------------- | --- | --- | ----- | ----- | ----- | ----- | --- | --- |
| 2018/2019       | Арарат-Армения  | А               | 14  | 1   | 2     | 0     | -     | -     | -   | -   |
| 2019/2020       | Арарат-Армения  | А               | 22  | 1   | 2     | 0     | 8     | 1     | 1   | 0   |
| 2020/2021       | Арарат-Армения  | А               | 3   | 0   | -     | -     | 2     | 0     | 1   | 0   |
| 2021            | Тараз           | A               | 22  | 0   | 6     | 1     | -     | -     | -   | -   |